# ロード・ダンセイニ

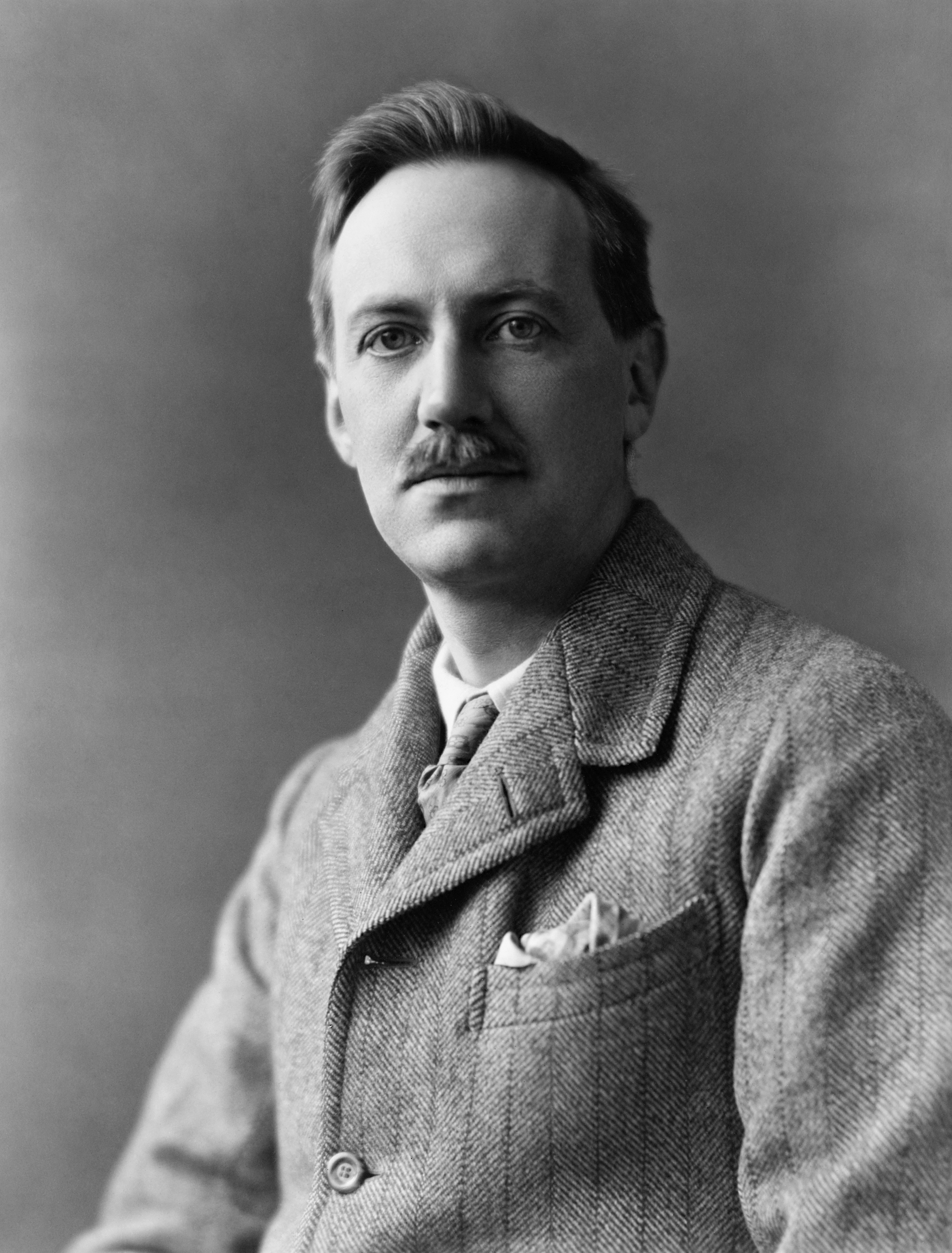
ロード・ダンセイニ

第18代ダンセイニ男爵エドワード・ジョン・モールトン・ドラックス・プランケット（英: Edward John Moreton Drax Plunkett, 18th Baron Dunsany FRSL FRGS、1878年7月24日 - 1957年10月25日）はアイルランドの小説家、軍人。ダンセイニ卿を称する。

## 生涯
ダブリン北部ミース県のタラの丘近くに建つダンセイニ城を居城とする、いわゆる「アングロ・アイリッシュ」と呼ばれる支配階級の出身である。ロンドンに生まれ、20歳の時父ジョン・ウィリアムの死去により爵位を継承する。
成人後はイギリス陸軍に入隊。1899年に南アフリカでの第二次ボーア戦争に従軍しボーア人共和国と戦う。1901年に帰国、ロンドンに居を定め第7代ジャージー伯爵の娘ベアトリス・ヴィリアーズと結婚。
作家としての活動は、1905年の『ペガーナの神々』の自費出版より始まる。これはデーヴィッド・ベラスコとジョン・ルーサー・ロングのジャポニスム劇 The Darling of the Gods（神々の寵児） に触発されたものであり、翌年には『時と神々』を出版。
第一次世界大戦ではフランスなどへ出征。この頃の体験は後に Tales of War などの作品にまとめられる。1916年のイースター蜂起ではイギリス軍人としてアイルランド共和主義者の鎮圧に当たった。
戦後は長篇にも手を染め、1920年に『影の谷年代記』を発表。1924年の第2長編『エルフランドの王女』は好評を得た。後半生ではミステリーやユーモア小説の執筆が増え、短編ミステリ「二壜の調味料 (Two Bottles of Relish)」はエラリー・クイーンらの高評を受けてクイーンの定員にも選ばれる。
第二次世界大戦中は在住していたケント州にてドイツ軍の空襲から村を守る任務に付く。晩年はチェス三昧の暮らしを続けていたが、1957年に消化器疾患にて死去。遺言により同州のショアハム共同墓地に葬られた。
チェス・プレイヤーとしても高名で、ホセ・ラウル・カパブランカとの指導対局で引き分けたこともある。チェス・プロブレムを『タイムズ文芸付録』紙にしばしば掲載していた。

## 親族
岳父のヴィクター・チャイルド・ヴィリアーズ (第7代ジャージー伯爵)は妻とともに1893年に日本を訪問し、明治天皇に謁見もしている。縁戚（ヴィクターの妻のいとこ）には、長年日本聖公会の牧師を務め、小笠原諸島史を著したライオネル・チャムリーがいる。
子孫の第21代ダンセイニ男爵のランダル・プランケットは、環境活動家としてダンセイニ城のある自身の所有地の再野生化を進めている。

## 作品

### 作風
『ペガーナの神々』、『エルフランドの王女』などによりファンタジー小説のジャンルで功績を残す。
ダンセイニはケルト文学復興運動の旗手のひとりとしてレディ・グレゴリーやイェイツ、シングらとともに数えられもするが、アングロ・アイリッシュ貴族でも保守派なため、グレゴリーやイェイツらとはそりがあわなかった。アイルランドの出自や特定の文学活動や党派から距離を置く姿勢もあり、その活動はとは異なってアイルランド民族のアイデンティティにあまり肩入れしたものではなかった。ダンセイニは、主だったファンタジー作品を執筆する中で、なかなかアイルランドを対象にはせず、『賢女の呪い』（1933年）に至って初めて母国を背景にしている。
日本には大正時代に戯曲作家として紹介され、稲垣足穂らに影響を与えた。また「二壜の調味料」は "奇妙な味" の古典としてアンソロジーなどに度々収録されている。

### 作品リスト

#### 小説
- 『ペガーナの神々』 The Gods of Pegana 1905年（短編集）
- 『時と神々』 Time and the Gods 1906年（短編集）
- 『ウェレランの剣』（英語版） The Sword of Welleran and Other Stories 1908年（短編集）
- 『夢見る人の物語』 A Dreamer's Tales 1910年（短編集）
- The Book of Wonder 1912年（短編集）
- Fifty-One Tales 1915年（短編集）
- Tales of Wonder 1916年（短編集）
- Tales of War 1918年（短編集）
- Unhappy Far-Off Things 1919年（短編集）
- Tales of Three Hemispheres 1919年（短編集）
- The Chronicles of Rodriguez 1922年（短編集）
- 『エルフランドの王女』 The King of Elfland's Daughter 1924年
- 『魔法使いの弟子』 The Charwoman's Shadow 1926年
- 『牧神の祝福』 The Blessing of Pan 1927年
- The Travel Tales of Mr. Joseph Jorkens 1931年（短編集）
- 『賢女の呪い（英語版）』The Curse of the Wise Woman 1933年
- Jorkens Remembers Africa 1934年（短編集）
- Up in the Hills 1935年
- Rory and Bran 1936年
- My Talks With Dean Spanley 1936年
- The Story of Mona Sheehy 1939年
- Jorkens Has a Large Whiskey 1940年（短編集）
- Guerilla 1944年
- The Fourth Book of Jorkens 1947年（短編集）
- The Man Who Ate the Phoenix 1949年（短編集）
- The Strange Journeys of Colonel Polders 1950年
- The Last Revolution 1951年
- 『スミザーズの話（二壜の調味料）』 The Little Tales of Smethers and Other Stories 1952年（短編集）
- His Fellow Men 1952年
- Jorkens Borrows Another Whiskey 1954年（短編集）

#### 戯曲
- Five Plays 1914年
- Plays of Gods and Men 1917年
- If 1921年
- Plays of Near and Far 1922年
- Alexander and Three Small Plays 1925年
- Seven Modern Comedies 1928年
- The Old Folk of the Centuries 1930年
- Lord Adrian 1933年
- Mr Faithful 1935年
- Plays for Earth and Air 1937年

#### 詩
- Fifty Poems 1929年
- Mirage Water 1938年
- War Poems 1941年
- Wandering Songs 1943年
- A Journey 1944年
- The Year 1946年
- The Odes of Horace 1947年
- To Awaken Pegasus 1949年

#### ノンフィクション（自伝・評論・他）
- If I Were Dictater 1934年（政治パンフレット）
- My Ireland 1937年
- Patches of Sunlight 1938年（自伝）
- While the Sirens Slept 1944年（自伝）
- The Sirens Wake 1945年（自伝）
- The Donnellan Lectures 1945年（講演集）
- A Glimpse From A Watch Tower 1946年

### 日本語訳一覧
- ダンセイニ幻想小説集
  - 荒俣宏訳、創土社、1972年
- ペガーナの神々（短編集）
  - 荒俣宏訳、創土社、1975年
  - 荒俣宏訳、早川書房 ハヤカワ文庫FT、1979年、のち復刊
- 魔法の国の旅人（短篇集）
  - 荒俣宏訳、ハヤカワ文庫FT、1982年
- 妖精族のむすめ（短編集）
  - 荒俣宏編訳、ちくま文庫、1987年
- ヤン川の舟唄（短篇集）
  - 原葵訳、国書刊行会「バベルの図書館」1991年、新編2013年。ホルヘ・ルイス・ボルヘス序文
- 世界の涯の物語（短篇集）。The Book of Wonder および Tales of Wonder の翻訳
  - 中野善夫・中村融・安野玲・吉村満美子訳、河出文庫、2004年
- 夢見る人の物語（短篇集）。The Sword of Welleran and Other Stories および A Dreamer's Tales の翻訳
  - 中野善夫・中村融・安野玲・吉村満美子訳、河出文庫、2004年
- 時と神々の物語（短篇集）。Time and the Gods および Tales of Three Hemispheres の翻訳
  - 中野善夫・中村融・安野玲・吉村満美子訳、河出文庫、2005年
- 最後の夢の物語（短篇集）。The Man Who Ate the Phoenix および Fifty-One Tales の翻訳
  - 中野善夫・安野玲・吉村満美子訳、河出文庫、2006年
- ウィスキー＆ジョーキンズ：ダンセイニの幻想法螺話（短篇集）
  - 中野善夫訳、国書刊行会、2015年
- 二壜の調味料（短篇集）
  - 小林晋訳、早川書房 ハヤカワ・ポケット・ミステリ、2009年
  - 小林晋訳、ハヤカワ・ミステリ文庫、2016年
- 影の谷物語（長篇）
  - 『影の国年代記』原葵訳、月刊ペン社 「妖精文庫」、1979年
  - 『影の谷物語』原葵訳、ちくま文庫、1991年
- エルフランドの王女（長篇）
  - 原葵訳、月刊ペン社「妖精文庫」、1977年
  - 原葵訳、沖積舎、1991年、新版1998年、2018年
- 魔法使いの弟子（長篇）
  - 荒俣宏訳、ハヤカワ文庫FT、1981年／ちくま文庫、1994年
- 牧神の祝福（長篇）
  - 杉山洋子訳、月刊ペン社「妖精文庫」、1981年
- ダンセイニ戯曲集 
  - 松村みね子訳、沖積舎、1991年、新版2018年